# Kumris
Kumris was de Brusselse afdeling van Groupe Indépendant d'Etudes Esotériques van de Franse occultist Papus.
Er waren in België in totaal drie afdelingen. In Antwerpen was er VISCUM, waar onder anderen Armand Maclot en Frans Wittemans lid van waren.
In Luik was het de groep POLLUX.